# Први Б разред Београдског подсавеза у фудбалу 1956/57.
I/Б разред подсавеза Београда у сезони 1956/1957. бројао је 12 клубова. Виши степен такмичења је Подсавезна лига Београда, а нижи II разред подсавеза Београда.
Пласман клубова одређује се бројем освојених бодова. Код подједнаког броја бодова одлучује количник између датих и примљених голова.
У случају да два клуба имају исти број бодова и исти количник између датих и примљених голова, а налазе се на критичним местима на табели (за напредовање или испадање), победници ће се добити одигравањем две нове утакмице. Ако се и после друге утакмице не добије победник, одиграче се нова утакмица на неутралном терену. Ако се и на тој утакмици не добије победник игра се продужетак два пута по 15 минута док се не добије победник.
Захваљујући својим пласманима на крају сезоне 1956/1957.  следећи клубови су променили ранг такмичења:
- Текстилац из Београда као првопласирани тим I/Б разреда Београдског подсавеза прешао је  у Подсавезну лигу Београда.
- Славија из Београда, Комграп из Београда и Спарта из Земуна као најлошије пласирани тимови I/Б разреда Београдског подсавеза такмичење настављају  у II разреду подсавеза Београда.

### Клубови
| 1. Шећеранац, Београд иг: Чукаричког · категорија: | 2. Железничар, Београд иг: Хероја · категорија:                 | 3. Спарта, Земун иг: ? · категорија: ?       | 4. Вождовачки, Београд иг: Вождовачког · категорија: | 5. Млади Пролетер, Београд иг: Младог пролетера · категорија: | 6. Младост, Београд иг: Кнежевца · категорија:          |
| 7. Кнежевац, Кнежевац иг: Кнежевца · категорија:   | 8. Палилулац, Београд иг: Омладински стадион (II) · категорија: | 9. Славија, Београд иг: Хероја · категорија: | 10. Текстилац, Земун иг: Текстилца · категорија: ?   | 11. Комграп, Београд иг: Комграпа · категорија: ?             | 12. Бродоградитељ, Београд иг: Чукаричког · категорија: |

### Резултати по колима
| 1. коло, 2. септембра 1956. | 1. коло, 2. септембра 1956. |
| --------------------------- | --------------------------- |
| Шећеранац — Железничар      | 1:5                         |
| Спарта — Вождовачки         | 3:4                         |
| Млади пролетер — Младост    | 1:1                         |
| Кнежевац — Палилулац        | 0:1                         |
| Славија — Текстилац         | 1:7                         |
| Комграп — Бродоградитељ     | 0:2                         |

| 2. коло, 9. септембра 1956. | 2. коло, 9. септембра 1956. |
| --------------------------- | --------------------------- |
| Железничар — Бродоградитељ  | 6:2                         |
| Текстилац — Комграп         | 1:2                         |
| Палилулац — Славија         | 2:2                         |
| Младост — Кнежевац          | 2:2                         |
| Вождовачки — Млади пролетер | 2:3                         |
| Шећеранац — Спарта          | 4:1                         |

| 3. коло, 16. септембра 1956. | 3. коло, 16. септембра 1956. |
| ---------------------------- | ---------------------------- |
| Спарта — Железничар          | 2:6                          |
| Млади пролетер — Шећеранац   | 1:5                          |
| Кнежевац — Вождовачки        | 2:6                          |
| Славија — Младост            | 0:1                          |
| Комграп — Палилулац          | 3:4                          |
| Бродоградитељ — Текстилац    | 1:5                          |

| 4. коло, 23. септембра 1956. | 4. коло, 23. септембра 1956. |
| ---------------------------- | ---------------------------- |
| Железничар — Текстилац       | 3:2                          |
| Палилулац — Бродоградитељ    | 0:1                          |
| Младост — Комграп            | 6:1                          |
| Вождовачки — Славија         | 1:1                          |
| Шећеранац — Кнежевац         | 1:3                          |
| Спарта — Млади пролетер      | 0:2                          |

| 5. коло, 30. септембра 1956. | 5. коло, 30. септембра 1956. |
| ---------------------------- | ---------------------------- |
| Млади пролетер — Железничар  | 1:0                          |
| Кнежевац — Спарта            | 1:0                          |
| Славија — Шећеранац          | 0:5                          |
| Комграп — Вождовачки         | 1:3                          |
| Бродоградитељ — Младост      | 1:1                          |
| Текстилац — Палилулац        | 5:0                          |

| 6. коло, 7. октобра 1956.  | 6. коло, 7. октобра 1956. |
| -------------------------- | ------------------------- |
| Железничар — Палилулац     | 3:1                       |
| Младост — Текстилац        | 0:1                       |
| Вождовачки — Бродоградитељ | 1:2                       |
| Шећеранац — Комграп        | 3:1                       |
| Спарта — Славија           | 2:4                       |
| Млади пролетер — Кнежевац  | 2:0                       |

| 7. коло, 14. октобра 1956. | 7. коло, 14. октобра 1956. |
| -------------------------- | -------------------------- |
| Кнежевац — Железничар      | 1:0                        |
| Славија — Млади пролетер   | 0:3                        |
| Комграп — Спарта           | 2:3                        |
| Бродоградитељ — Шећеранац  | 0:3                        |
| Текстилац — Вождовачки     | 3:2                        |
| Палилулац — Младост        | 1:1                        |

| 8. коло, 21. октобра 1956. | 8. коло, 21. октобра 1956. |
| -------------------------- | -------------------------- |
| Железничар — Младост       | 1:0                        |
| Вождовачки — Палилулац     | 2:2                        |
| Шећеранац — Текстилац      | 1:3                        |
| Спарта — Бродоградитељ     | 1:3                        |
| Млади пролетер — Комграп   | 1:0                        |
| Кнежевац — Славија         | 2:0                        |

| 9. коло, 28. октобра 1956.     | 9. коло, 28. октобра 1956. |
| ------------------------------ | -------------------------- |
| Славија — Железничар           | 0:5                        |
| Комграп — Кнежевац             | 3:1                        |
| Бродоградитељ — Млади пролетер | 3:1                        |
| Текстилац — Спарта             | 4:1                        |
| Палилулац — Шећеранац          | 3:3                        |
| Младост — Вождовачки           | 0:3                        |

| 10. коло, 4. новембра 1956. | 10. коло, 4. новембра 1956. |
| --------------------------- | --------------------------- |
| Железничар — Вождовачки     | 5:3                         |
| Шећеранац — Младост         | 0:0                         |
| Спарта — Палилулац          | 1:1                         |
| Млади пролетер — Текстилац  | 0:5                         |
| Кнежевац — Бродоградитељ    | 2:2                         |
| Славија — Комграп           | 1:4                         |

| 11. коло, 11. новембра 1956. | 11. коло, 11. новембра 1956. |
| ---------------------------- | ---------------------------- |
| Комграп — Железничар         | 2:3                          |
| Бродоградитељ — Славија      | 2:0                          |
| Текстилац — Кнежевац         | 2:0                          |
| Палилулац — Млади пролетер   | 2:1                          |
| Младост — Спарта             | 2:3                          |
| Вождовачки — Шећеранац       | 1:1                          |

| 12. коло, 24. марта 1957. | 12. коло, 24. марта 1957. |
| ------------------------- | ------------------------- |
| Железничар — Шећеранац    | 2:4                       |
| Вождовачки — Спарта       | 1:2                       |
| Младост — Млади пролетер  | 2:0                       |
| Кнежевац — Палилулац      | 7:1                       |
| Текстилац — Славија       | 5:1                       |
| Бродоградитељ — Комграп   | 0:5                       |

| 13. коло, 31. марта 1957.   | 13. коло, 31. марта 1957. |
| --------------------------- | ------------------------- |
| Бродоградитељ — Железничар  | 1:4                       |
| Комграп — Текстилац         | 0:4                       |
| Славија — Палилулац         | 3:3                       |
| Кнежевац — Младост          | 2:0                       |
| Млади пролетер — Вождовачки | 2:1                       |
| Спарта — Шећеранац          | 4:2                       |

| 14. коло, 7. априла 1957.  | 14. коло, 7. априла 1957. |
| -------------------------- | ------------------------- |
| Железничар — Спарта        | 2:1                       |
| Шећеранац — Млади пролетер | 1:1                       |
| Вождовачки — Кнежевац      | 1:1                       |
| Младост — Славија          | 4:2                       |
| Палилулац — Комграп        | 1:3                       |
| Текстилац — Бродоградитељ  | 5:0                       |

| 15. коло, 14. априла 1957. | 15. коло, 14. априла 1957. |
| -------------------------- | -------------------------- |
| Текстилац — Железничар     | 1:2                        |
| Бродоградитељ — Палилулац  | 2:3                        |
| Комграп — Младост          | 2:4                        |
| Славија — Вождовачки       | 1:2                        |
| Кнежевац — Шећеранац       | 0:5                        |
| Млади пролетер — Спарта    | 3:0                        |

| 16. коло, 21. априла 1957.  | 16. коло, 21. априла 1957. |
| --------------------------- | -------------------------- |
| Железничар — Млади пролетер | 2:2                        |
| Спарта — Кнежевац           | 0:3                        |
| Шећеранац — Славија         | 3:3                        |
| Вождовачки — Комграп        | 2:4                        |
| Младост — Бродоградитељ     | 1:3                        |
| Палилулац — Текстилац       | 1:3                        |

| 17. коло, 28. априла 1957. | 17. коло, 28. априла 1957. |
| -------------------------- | -------------------------- |
| Палилулац — Железничар     | 2:3                        |
| Текстилац — Младост        | 2:0                        |
| Бродоградитељ — Вождовачки | 1:2                        |
| Комграп — Шећеранац        | 1:1                        |
| Славија — Спарта           | 1:2                        |
| Кнежевац — Млади пролетер  | 0:4                        |

| 18. коло, 5. маја 1957.   | 18. коло, 5. маја 1957. |
| ------------------------- | ----------------------- |
| Железничар — Кнежевац     | 1:1                     |
| Млади пролетер — Славија  | 2:0                     |
| Спарта — Комграп          | 4:3                     |
| Шећеранац — Бродоградитељ | 2:2                     |
| Вождовачки — Текстилац    | 1:4                     |
| Младост — Палилулац       | 4:4                     |

| 19. коло, 12. маја 1957. | 19. коло, 12. маја 1957. |
| ------------------------ | ------------------------ |
| Младост — Железничар     | 1:2                      |
| Палилулац — Вождовачки   | 2:1                      |
| Текстилац — Шећеранац    | 2:0                      |
| Бродоградитељ — Спарта   | 3:2                      |
| Комграп — Млади пролетер | 1:3                      |
| Славија — Кнежевац       | 1:3                      |

| 20. коло, 19. маја 1957.       | 20. коло, 19. маја 1957. |
| ------------------------------ | ------------------------ |
| Железничар — Славија           | 5:0                      |
| Кнежевац — Комграп             | 3:2                      |
| Млади пролетер — Бродоградитељ | 3:1                      |
| Спарта — Текстилац             | 1:5                      |
| Шећеранац — Палилулац          | 3:1                      |
| Вождовачки — Младост           | 1:2                      |

| 21. коло, 26. маја 1957.   | 21. коло, 26. маја 1957. |
| -------------------------- | ------------------------ |
| Бождовачки — Железничар    | 0:3                      |
| Младост — Жећеранац        | 2:1                      |
| Палилулац — Спарта         | 2:2                      |
| Текстилац — Млади пролетер | 3:0                      |
| Бродоградитељ — Кнежевац   | 0:2                      |
| Комграп — Славија          | 2:3                      |

| 22. коло, 2. јуна 1957.    | 22. коло, 2. јуна 1957. |
| -------------------------- | ----------------------- |
| Железничар — Комграп       | 1:2                     |
| Славија — Бродоградитељ    | 1:3                     |
| Кнежевац — Текстилац       | 2:6                     |
| Млади пролетер — Палилулац | 4:2                     |
| Спарта — Младост           | 1:4                     |
| Шећеранац — Вождовачки     | 0:1                     |

### Резултати по клубовима
|     | Клуб домаћин                | 1   | 2   | 3   | 4   | 5   | 6   | 7   | 8   | 9   | 10  | 11  | 12  |
| --- | --------------------------- | --- | --- | --- | --- | --- | --- | --- | --- | --- | --- | --- | --- |
| 1.  | Шећеранац, Београд          | XXX | 4:2 | 2:4 | 1:1 | 5:1 | 1:2 | 5:0 | 3:3 | 5:0 | 0:2 | 1:1 | 3:0 |
| 2.  | Железничар, Београд         | 5:1 | XXX | 2:1 | 5:3 | 2:2 | 1:0 | 1:1 | 3:2 | 5:0 | 3:2 | 1:2 | 6:2 |
| 3.  | Спарта, Земун               | 1:4 | 2:6 | XXX | 3:4 | 0:2 | 1:4 | 0:3 | 2:2 | 2:1 | 1:5 | 4:3 | 1:3 |
| 4.  | Вождовачки, Београд         | 1:0 | 0:3 | 1:2 | XXX | 2:3 | 1:2 | 1:1 | 1:2 | 2:1 | 1:4 | 2:4 | 2:1 |
| 5.  | Млади Пролетер, Београд     | 1:1 | 1:0 | 3:0 | 2:1 | XXX | 1:1 | 2:0 | 1:2 | 3:0 | 0:5 | 1:0 | 3:1 |
| 6.  | Младост, Београд            | 0:0 | 1:2 | 2:3 | 0:3 | 2:0 | XXX | 2:2 | 1:1 | 1:0 | 0:1 | 6:1 | 1:3 |
| 7.  | Кнежевац, Београд           | 3:1 | 1:0 | 1:0 | 2:6 | 0:4 | 2:0 | XXX | 7:1 | 3:1 | 2:6 | 3:2 | 2:2 |
| 8.  | Палилулац, Београд          | 1:3 | 1:3 | 1:1 | 2:2 | 2:4 | 4:4 | 1:0 | XXX | 3:3 | 0:5 | 4:3 | 3:2 |
| 9.  | Славија, Београд            | 3:3 | 0:5 | 4:2 | 1:1 | 0:2 | 2:4 | 0:2 | 2:2 | XXX | 1:5 | 3:2 | 0:2 |
| 10. | Текстилац, Земун            | 3:1 | 1:2 | 4:1 | 3:2 | 3:0 | 2:0 | 2:0 | 3:1 | 7:1 | XXX | 1:2 | 5:0 |
| 11. | Комграп, Београд            | 1:3 | 2:3 | 2:3 | 1:3 | 1:3 | 2:4 | 3:1 | 3:1 | 4:1 | 0:4 | XXX | 0:2 |
| 12. | Бродоградитељ, Нови Београд | 2:2 | 1:4 | 3:7 | 1:2 | 3:1 | 1:1 | 0:2 | 1:0 | 3:1 | 1:5 | 0:5 | XXX |

| Легенда         | Боја |
| --------------- | ---- |
| Победа домаћина |      |
| Нерешено        |      |
| Пораз домаћина  |      |

### Статистика
| Статистички подаци                            | Статистички подаци               |
| --------------------------------------------- | -------------------------------- |
| Одиграно кола                                 | 22 од 22                         |
| Одиграно утакмица                             | 132 од 132                       |
| Број победа домаћих клубова                   | 55                               |
| Број утакмица без победника                   | 22                               |
| Број победа гостујућих клубова                | 55                               |
| Укупно датих голова                           | 532                              |
| Број голова по колу                           | 24,2                             |
| Број голова по утакмици                       | 4                                |
| Укупан број голова домаћих клубова            | 262                              |
| Укупан број голова домаћих клубова по колу    | 11,9                             |
| Укупан број голова гостујућих клубова         | 270                              |
| Укупан број голова гостујућих клубова по колу | 12,3                             |
| Највећа победа домаћег клуба                  | (+6) Кнежевац — Палилулац (7:1)  |
| Највећа победа гостујућег клуба               | (-4) Спарта — Кнежевац (2:6)     |
|                                               | (-4) Кнежевац — Вождовачки (2:6) |
| Највише датих голова на утакмици              | (8) Кнежевац — Палилулац (7:1)   |
|                                               | (8) Кнежевац — Вождовачки (2:6)  |
|                                               | (8) Спарта — Кнежевац (2:6)      |

### Коначна тabeлa
Београдски футбал, Јули 1956 година
| М   | Клуб                        | Одиг. | Поб. | Нер. | Пор. | ГД | ГП | ГР  | Бод. |
| --- | --------------------------- | ----- | ---- | ---- | ---- | -- | -- | --- | ---- |
| 1.  | Текстилац, Земун            | 22    | 19   | 0    | 3    | 78 | 19 | 59  | 38   |
| 2.  | Железничар, Београд         | 22    | 16   | 2    | 4    | 64 | 30 | 34  | 34   |
| 3.  | Млади Пролетер, Београд     | 22    | 13   | 3    | 6    | 40 | 31 | 9   | 29   |
| 4.  | Кнежевац, Кнежевац          | 22    | 10   | 4    | 8    | 39 | 40 | -1  | 24   |
| 5.  | Шећеранац, Београд          | 22    | 8    | 7    | 7    | 49 | 37 | 12  | 23   |
| 6.  | Младост, Београд            | 22    | 8    | 6    | 8    | 38 | 34 | 4   | 22   |
| 7.  | Бродоградитељ, Нови Београд | 22    | 8    | 3    | 11   | 37 | 56 | 19  | 19   |
| 8.  | Вождовачки, Београд         | 22    | 7    | 4    | 11   | 40 | 42 | -2  | 18   |
| 9.  | Палилулац\|, Београд        | 22    | 5    | 8    | 9    | 39 | 58 | -19 | 18   |
| 10. | Спарта, Земун               | 22    | 7    | 2    | 13   | 38 | 61 | -23 | 16   |
| 11. | Комграп, Београд            | 22    | 7    | 1    | 14   | 44 | 54 | -10 | 15   |
| 12. | Славија, Београд            | 22    | 2    | 4    | 16   | 25 | 68 | -43 | 8    |

|       | Опис                    |
| ----- | ----------------------- |
| М     | Место на табели         |
| Одиг. | Број одиграних утакмица |
| Поб.  | Број победа             |
| Нер.  | Број нерешених          |
| Пор.  | Број пораза             |
| ДГ    | Број датих голова       |
| ПГ    | Број примљених голова   |
| ГР    | Гол разлика             |
| БОД.  | Број освојених бодова   |

|  | Виши ранг: Подсавезна лига |
|  | Нижи ранг: Други Разред    |